# Middlesex County, Virginia
Middlesex County är ett administrativt område i delstaten Virginia, USA, med 10 959 invånare. Den administrativa huvudorten (county seat) är Saluda.

## Geografi
Enligt United States Census Bureau så har countyt en total area på 546 km². 337 km² av den arean är land och 208 km² är vatten.

### Angränsande countyn
- Lancaster County - norr
- Mathews County - söder
- Gloucester County - sydväst
- King and Queen County - väster
- Essex County - nordväst